# Staatliche Kommission für ethnische Angelegenheiten
Die staatliche Kommission für ethnische Angelegenheiten (Kurzzeichen: 国家民族事务委员会, Pinyin: Guójiā Mínzú Shìwù Wěiyuánhuì) auch bekannt als SEAC (engl. State Ethnic Affairs Commission) ist eine Behörde des chinesischen Staatsrats und Exekutivorgan der ethnischen Politik. Diese Kommission wurde am 22. Oktober 1949 begründet und gehörte ursprünglich zu der Zentralregierung.

## Liste der Vorsitzenden
1. Li Weihan (chinesisch 李维汉), Han: Oktober 1949 bis September 1954;
2. Ulanhu (chinesisch 乌兰夫), Mongole: September 1954 bis Januar 1975;
3. Yang Jingren (chinesisch 杨静仁), Hui: März 1978 bis Januar 1986;
4. Ismail Amat (Uigurisch ئىسمائىل ئەھمەد, chinesisch 司马义•艾买提), Uigure: Januar 1986 bis März 1998;
5. Lee Deok-su (이덕수, chinesisch 李德洙), Koreaner: März 1998 bis März 2008;
6. Yang Jing (chinesisch 杨晶), Mongole: März 2008 bis März 2013;
7. Wang Zhengwei (chinesisch 王正伟), Hui: März 2013 bis März 2018;
8. Bagatur (chinesisch 巴特尔), Mongole: März 2018 bis Dezember 2020;
9. Chen Xiaojiang (chinesisch 陈小江), Han: Dezember 2020 bis Juni 2022;
10. Pan Yue (chinesisch 潘岳), Han: seit Juni 2022.[2][3]